# Andrei Diaconu
Andrei Diaconu (n. 10 martie 1949, Mircești, raionul Ungheni - d. 17 noiembrie 2022, Chișinău) a fost un agronom și politician din Republica Moldova, deputat în primul Parlament.

## Studii
A absolvit în 1968 Tehnicumul de Horticultură și Legumărit din Tiraspol și Facultatea Horticultură a Institutului Agricol din Chișinău.

## Carieră
Și-a început activitatea de muncă în calitate de agronom în colhozul (ulterior sovhozul-fabrica) „Viața nouă” din raionul Ungheni. Dupa ce și-a satisfăcut serviciul militar la submarine (Flota Maritimă de Nord, unde a fost decorat cu medalia „Pentru vitejia militară”), a revenit ca agronom în același sovhoz-fabrică. A devenit apoi președinte al gospodăriei agricole „Kalinin” din Negurenii Vechi, după care a avansat ca președinte al Asociației de mecanizare și electrificare a producției agricole, vicepreședinte, prim-vicepreședinte al Comitetului Executiv Ungheni, președinte al ARAI, prim-vicepreședinte al Executivului raional Slobozia.
După 1998 a fost președinte al Consiliului Coordonator al FIP „Agrofond”, președinte al Centrului „Moldresurse”, director general al ÎS „Moldresurse”. În prezent este director general al SA „CPC Chișinău”.

### Activitate politică

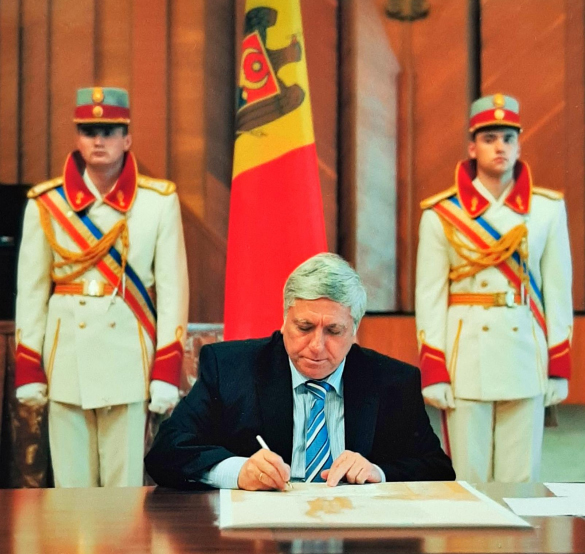
Semnarea repetată a Declarației de Independență a Republicii Moldova

Cariera pe linie de partid a început-o ca instructor la Comitetul raional de partid Ungheni, inspector la CC al PCM, apoi prim-secretar al Comitetului raional de partid Leova, șef de secție agricolă la Cancelaria de Stat a guvernului, prim-viceministru al economiei.
În 1990 a fost ales deputat în primul Parlament democrat al Republicii Moldova (legistratura 1990-1994, circumscripția 247, Cneazevca, Leova), fiind membru al comisiei parlamentare pentru ecologie, votant și semnatar al Declarației de Independență a Republicii Moldova. În 1994 a fost ales din nou deputat în Parlamentul Republicii Moldova pe listele Partidului Democrat Agrar, fiind membru al Biroului Permanent, vicepreședinte al Parlamentului.

### Premii și recunoaștere
A fost decorat cu medaliile „Pentru vitejie în muncă” și „Meritul civic”, cât și cu ordinele „Gloria Muncii” și „Ordinul de Onoare”. În 2012, președintele Nicolae Timofti i-a conferit Ordinul Republicii, ca semnatar al Declarației de Independență, „în semn de profundă gratitudine pentru contribuția la actul de proclamare a Republicii Moldova ca stat suveran, independent și democratic, pentru merite deosebite în instaurarea coeziunii și concordiei în societate și activitate rodnică învederea prestigiului țării pe plan internațional”.